# Rosendahl (Nadrenia Północna-Westfalia)
Rosendahl – miejscowość i gmina w Niemczech, w kraju związkowym Nadrenia Północna-Westfalia, w rejencji Münster, w powiecie Coesfeld. W 2010 roku liczyła 10 905 mieszkańców.

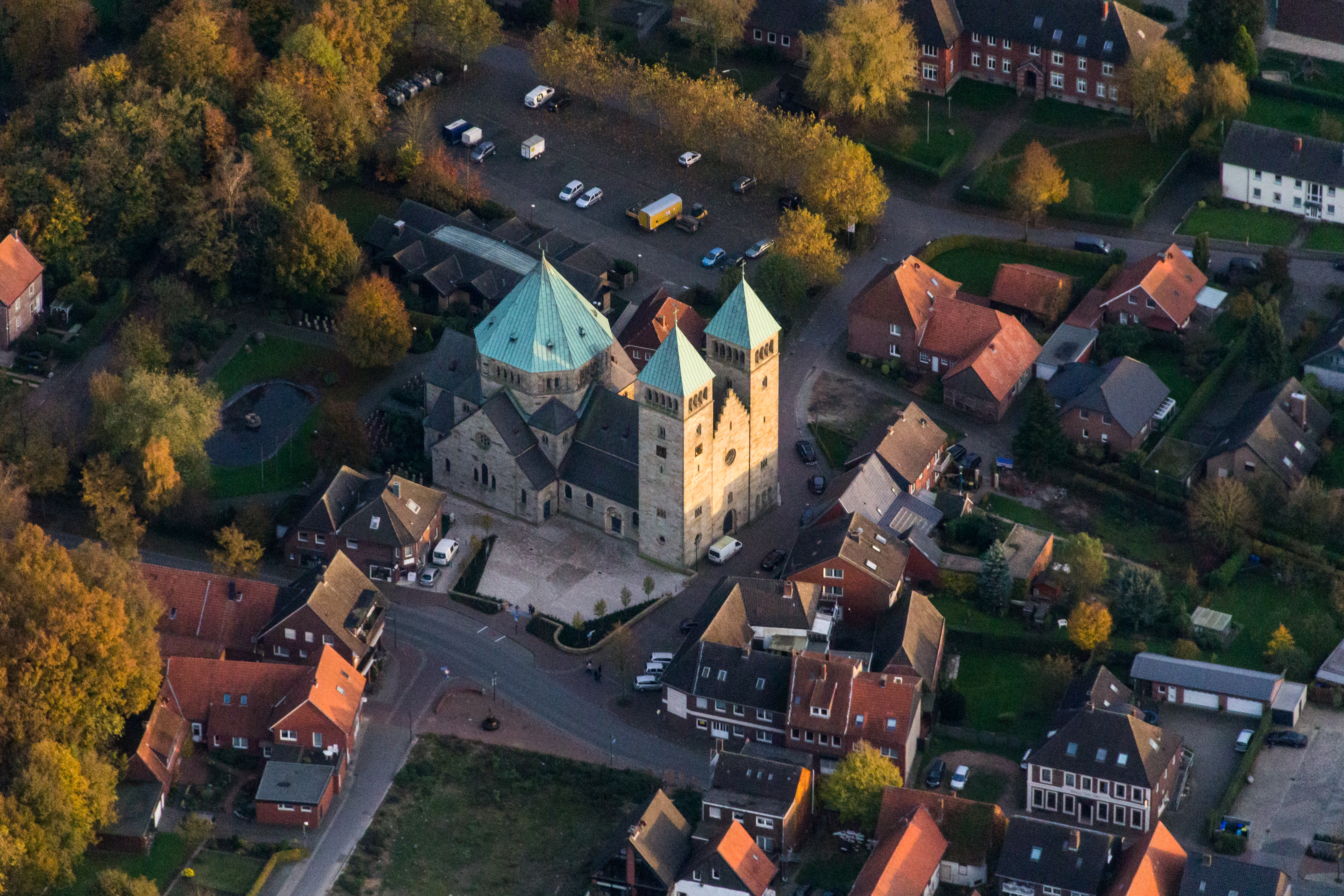
Ss.-Fabian-und-Sebastian-Church, Osterwick
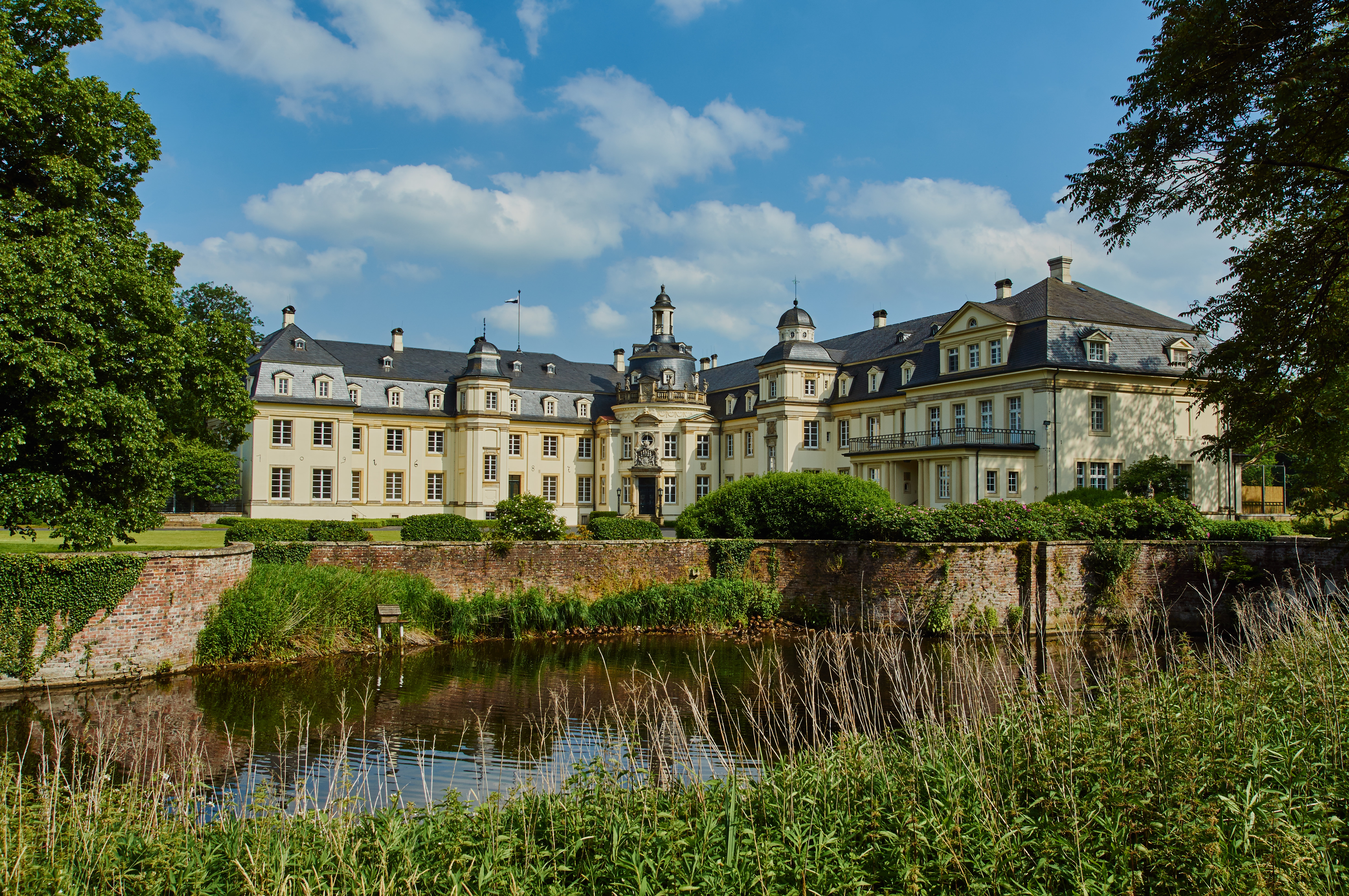
Palace Varlar